# Vinton (Iowa)
Vinton es una ciudad ubicada en el condado de Benton en el estado estadounidense de Iowa. En el Censo de 2010 tenía una población de 5257 habitantes y una densidad poblacional de 420,67 personas por km².

## Geografía
Vinton se encuentra ubicada en las coordenadas 42°9′51″N 92°1′34″O / 42.16417, -92.02611. Según la Oficina del Censo de los Estados Unidos, Vinton tiene una superficie total de 12.5 km², de la cual 12.27 km² corresponden a tierra firme y (1.82%) 0.23 km² es agua.

## Demografía
Según el censo de 2010, había 5257 personas residiendo en Vinton. La densidad de población era de 420,67 hab./km². De los 5257 habitantes, Vinton estaba compuesto por el 97.81% blancos, el 0.3% eran afroamericanos, el 0.19% eran amerindios, el 0.3% eran asiáticos, el 0% eran isleños del Pacífico, el 0.17% eran de otras razas y el 1.22% pertenecían a dos o más razas. Del total de la población el 0.97% eran hispanos o latinos de cualquier raza.